# 2,4-dimetilhexano
El 2,4-dimetilhexano es un alcano de cadena ramificada con fórmula molecular C8H18.